# Fistulina
Genre
Fistulina (les Fistulines) est un genre de champignons basidiomycètes. La famille des Fistulinaceae a été créée afin d'extraire la Fistuline hépatique des Polyporacées où elle était précédemment classée. Toutefois, certaines analyses phylogénétiques ont suggéré de reclasser le genre dans la famille de Schizophyllaceae sans que cette idée ne soit reprise par les références taxonomiques.
Étymologiquement, le nom provient du latin fistula, « flûte de Pan, tuyau », auquel est ajouté le suffixe diminutif -ina en référence aux petits tubes ronds et séparables.

## Systématique
Le genre Fistulina occupe une position systématique particulière, à cheval entre les Polypores et les Bolets car ses tubes peuvent être séparés les uns des autres sans dommage,. De plus, il est composé uniquement d'hyphes génératrices (système dit monomitique), les hyphes végétatives étant absentes. Enfin, ses spores sont ovoïdes à ellipsoïdales. Ces caractéristiques ont poussé le mycologue Néerlandais Johannes Paulus Lotsy à placer ce genre dans une famille spécifique nommée Fistulinaceae. Cependant, les analyses phylogénétiques des années 2000 montrent que Fistulina est proche du genre Schizophyllum. Ils ont un temps été placés dans une même famille, les Schizophyllaceae,, ; mais, en 2021, les références taxonomiques telles qu'Index Fungorum et MycoBank considèrent que la famille du genre Fistulina est incertae sedis.
Le genre Fistulina forme une lignée monophylétique cohérente, c'est-à-dire que ses espèces ont un seul ancêtre commun. Au fil des années, 22 espèces ont été décrites, mais seules neuf sont actuellement acceptées : F. hepatica, F. subhepatica et F. guzmanii, des régions tempérées d'Europe, de Chine et d'Amérique du Nord et centrale ; F. spiculifera, F. rosea, F. africana, F. tasmanica, F. antarctica et F. endoxantha décrites depuis l'hémisphère Sud. F. hepatica est l'unique espèce européenne et elle est phylogénétiquement très proche de F. subhepatica,.

## Synonymie
Fistulina a pour synonymes :
- Agarico-carnis Paulet, 1793
- Buglossus Wahlenb.
- Confistulina Stalpers
- Hypodrys Persoon, 1825

## Ensemble des espèces
Créé pour l'espèce type Fistulina hepatica, il regroupe aussi aujourd'hui les espèces suivantes selon BioLib (22 novembre 2022) :
- Fistulina africana Van der Byl
- Fistulina antarctica Speg.
- Fistulina brasiliensis O. Fidalgo & M. Fidalgo
- Fistulina guzmanii Brusis
- Fistulina hepatica (Schaeff.) With.
- Fistulina pallida Berk. & Ravenel
- Fistulina spiculifera (Cooke) D.A. Reid

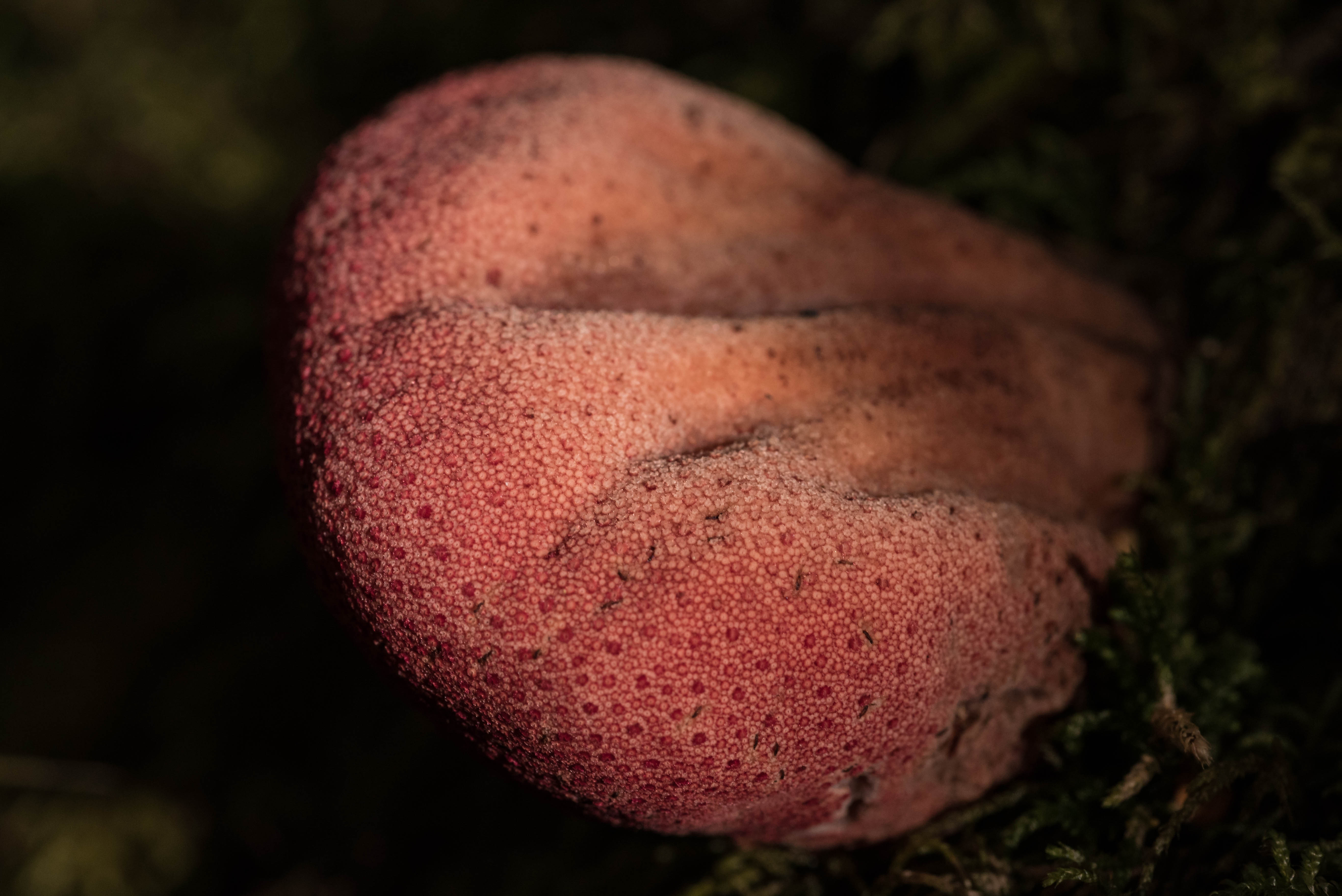
Fistulina antarctica
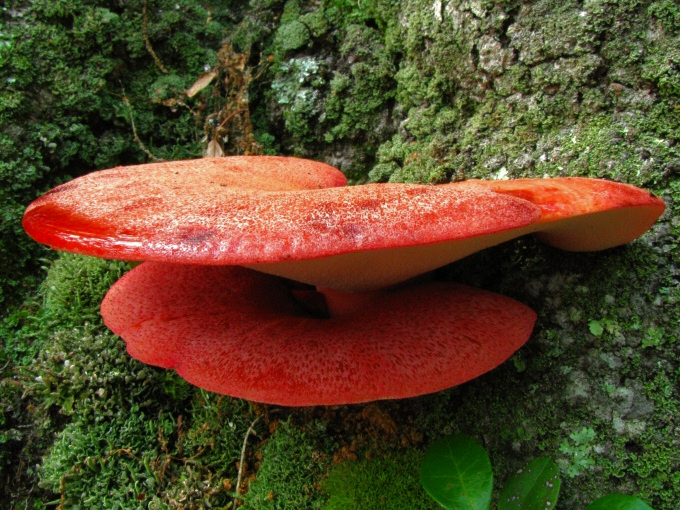
Fistulina hepatica
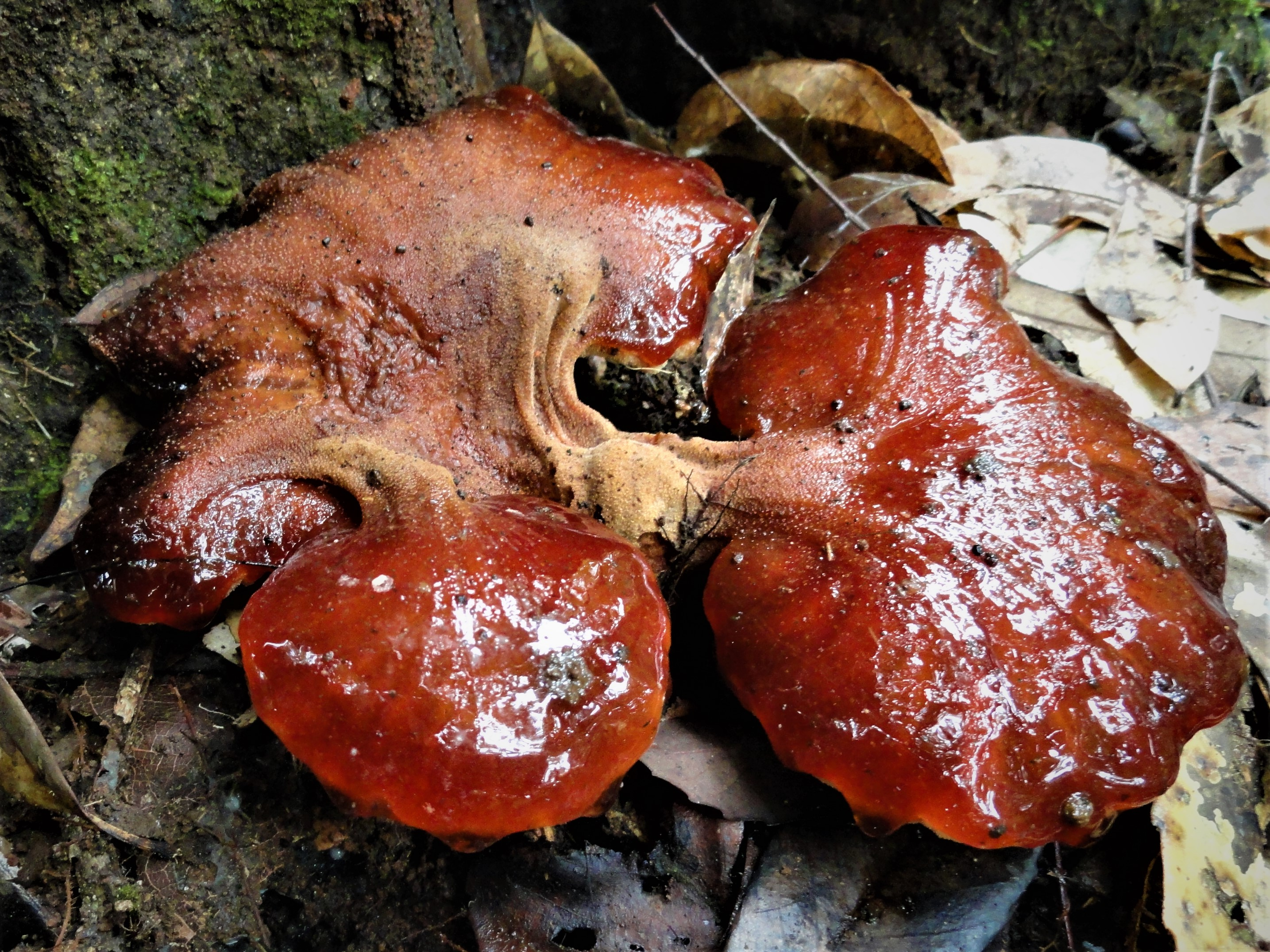
Fistulina subhepatica